# USS Earl K. Olsen (DE-765)
USS Earl K. Olsen (DE-765) là một tàu hộ tống khu trục lớp Cannon từng phục vụ cùng Hải quân Hoa Kỳ trong Chiến tranh Thế giới thứ hai. Nó là chiếc tàu chiến duy nhất của Hải quân Hoa Kỳ được đặt cái tên này, theo tên Thiếu tá Hải quân Earl Kenneth Olsen (1903-1942), người từng phục vụ trên tàu tuần dương hạng nặng Pensacola (CA-24), đã tử trận trong trận Tassafaronga tại Guadalcanal vào ngày 1 tháng 12, 1942 và được truy tặng Huân chương Chữ thập Hải quân. Nó đã phục vụ cho đến khi chiến tranh kết thúc, xuất biên chế năm 1946, nhưng đã được huy động trở lại và tái biên chế trong giai đoạn Chiến tranh Lạnh từ năm 1950 đến năm 1958. Con tàu bị rút đăng bạ năm 1972 và bị bán để tháo dỡ một năm sau đó.

## Thiết kế và chế tạo
Lớp Cannon có thiết kế hầu như tương tự với lớp Buckley dẫn trước; khác biệt chủ yếu là ở hệ thống động lực Kiểu DET (diesel electric tandem). Các động cơ diesel đặt nối tiếp nhau dẫn động máy phát điện để cung cấp điện năng quay trục chân vịt cho con tàu. Động cơ diesel có ưu thế về hiệu suất sử dụng nhiên liệu, giúp cho lớp Cannon cải thiện được tầm xa hoạt động, nhưng đánh đổi lấy tốc độ chậm hơn.
Vũ khí trang bị bao gồm ba pháo 3 in (76 mm)/50 cal trên tháp pháo nòng đơn có thể đối hạm hoặc phòng không, một khẩu đội pháo phòng không Bofors 40 mm nòng đôi và tám pháo phòng không Oerlikon 20 mm. Vũ khí chống ngầm bao gồm một dàn súng cối chống tàu ngầm Hedgehog Mk. 10 (có 24 nòng và mang theo 144 quả đạn); hai đường ray Mk. 9 và tám máy phóng K3 Mk. 6 để thả mìn sâu. Con tàu vẫn giữ lại ba ống phóng ngư lôi Mark 15 21 inch (533 mm). Thủy thủ đoàn đầy đủ bao gồm 15 sĩ quan và 201 thủy thủ.
Earl K. Olsen được đặt lườn tại xưởng tàu của hãng Tampa Shipbuilding Company ở Tampa, Florida vào ngày 9 tháng 3, 1943. Nó được hạ thủy vào ngày 13 tháng 2, 1944, được đỡ đầu bởi bà H. E. Olsen, mẹ Thiếu tá Olsen, và nhập biên chế cùng Hải quân Hoa Kỳ vào ngày 10 tháng 4, 1944 dưới quyền chỉ huy của Hạm trưởng, Thiếu tá Hải quân Winfield Fox DeLong.

## Lịch sử hoạt động

### 1944 - 1946

#### Mặt trận Đại Tây Dương
Gia nhập Hạm đội Đại Tây Dương, Earl K. Olsen đã phục vụ như một tàu huấn luyện tại Trường Sonar Hạm đội tại Key West, Florida từ ngày 24 tháng 6 đến ngày 13 tháng 8, 1944, rồi lên đường đi Casco Bay, Maine để tiến hành huấn luyện ôn tập. Nó đi đến Boston, Massachusetts vào ngày 24 tháng 8, làm nhiệm vụ hộ tống vận tải.
Trong giai đoạn từ ngày 28 tháng 8, 1944 đến ngày 24 tháng 5, 1945, Earl K. Olsen thực hiện tổng cộng sáu chuyến hộ tống vận tải khứ hồi giữa Boston, New York và các cảng Anh Quốc. Trong chuyến đi thứ năm hướng đến cảng Southampton, tàu vận tải lục quân USAT J. W. McAndrew và tàu sân bay Pháp Béarn mắc tai nạn va chạm vào ngày 13 tháng 3 khi phải chịu đựng một cơn bão lớn. Chiếc tàu hộ tống khu trục đã cứu vớt hai thủy thủ bị rơi xuống nước và hộ tống hai con tàu bị hư hại đi đến Ponta Delgada, Azores để sửa chữa khẩn cấp, rồi quay trở lại cùng đoàn tàu vận tải.

#### Mặt trận Thái Bình Dương
Sau khi chiến tranh đã chấm dứt tại Châu Âu, Earl K. Olsen được điều động sang Mặt trận Thái Bình Dương, và đã khởi hành từ New York vào ngày 8 tháng 6. Thoạt tiên nó ghé đến vịnh Guantánamo, Cuba để huấn luyện ôn tập, rồi tiếp tục hành trình hướng sang quần đảo Hawaii, đi đến Trân Châu Cảng vào ngày 19 tháng 7. Nó lại lên đường hướng sang phía Tây vào ngày 6 tháng 8, hộ tống một đoàn tàu vận tải hướng sang Philippines; tuy nhiên lúc nó còn đag trên đường đi, Nhật Bản chấp nhận đầu hàng vào ngày 15 tháng 8 giúp kết thúc cuộc xung đột. 
Đi đến Manila vào ngày 3 tháng 9, Earl K. Olsen lập tức lên đường ngay ngày hôm đó hộ tống các tàu đổ bộ LST hướng sang Yokohama, chuyến đầu tiên trong số bốn chuyến hộ tống sang Nhật Bản như vậy. Sau đó nó hoạt động tại vùng biển Philippines cho đến ngày 9 tháng 1, 1946, khi nó khởi hành để quay trở về Hoa Kỳ. Con tàu về đến San Pedro, California vào ngày 24 tháng 2, rồi tiếp tục hành trình vào ngày 10 tháng 3 để đi sang vùng bờ Đông Hoa Kỳ, đi đến Norfolk, Virginia vào ngày 26 tháng 3. Đến ngày 11 tháng 4, nó được lệnh đi xuống phía Nam, đi đến Green Cove Springs Florida, vào ngày 13 tháng 4, nơi chiếc tàu hộ tống khu trục được cho xuất biên chế vào ngày 17 tháng 6, 1946 và được đưa về Hạm đội Dự bị Đại Tây Dương.

### 1950 - 1958
Cho dù vẫn trong thành phần dự bị, Earl K. Olsen được giao nhiệm vụ huấn luyện cho Hải quân Dự bị Hoa Kỳ vào ngày 13 tháng 12, 1946. Nó được kéo đến Tampa, Florida và hoạt động với một thủy thủ đoàn nòng cốt. Đến ngày 21 tháng 11, 1950, con tàu được cho nhập biên chế trở lại, và đi đến cảng nhà mới tại Charleston, South Carolina vào ngày 7 tháng 1, 1951. Tuy nhiên nó vẫn đảm nhiệm vai trò huấn luyện dự bị, thực hiện các chuyến đi huấn luyện cuối tuần đến vùng biển Caribe cùng các chuyến đi thực tập mùa Hè đến Pháp, Tây Ban Nha và Bồ Đào Nha vào các năm 1951 và 1955. Từ ngày 18 tháng 7, 1953, nó hoạt động huấn luyện cho nhân sự Hải quân Dự bị từ Philadelphia, Pennsylvania, xen kẻ với các cuộc tập trận cùng hạm đội.
Được đưa trở lại thành phần dự bị từ ngày 23 tháng 11, 1957, Earl K. Olsen được cho xuất biên chế lần sau cùng tại Philadelphia vào ngày 25 tháng 2, 1958. Tên nó được cho rút khỏi danh sách Đăng bạ Hải quân vào ngày 1 tháng 8, 1972, và nó bị bán cho hãng Boston Metals Corp. để tháo dỡ vào ngày 28 tháng 9, 1973.

## Phần thưởng
Nguồn: Navsource Naval History
|  |  |  |
|  |  |  |

| Huân chương Chiến dịch Hoa Kỳ                      | Huân chương Chiến dịch Hoa Kỳ        | Huân chương Chiến dịch Châu Á-Thái Bình Dương | Huân chương Chiến dịch Châu Á-Thái Bình Dương |
| Huân chương Chiến dịch Châu Âu-Châu Phi-Trung Đông | Huân chương Chiến thắng Thế Chiến II | Huân chương Chiến thắng Thế Chiến II          | Huân chương Phục vụ Phòng vệ Quốc gia         |